# Popowice (Miastko)
Popowice (deutsch Puppendorf) ist ein Dorf in der polnischen Woiwodschaft Pommern. Es gehört zur Gmina Miastko (Gemeinde Rummelsburg) im Powiat Bytowski (Bütower Kreis). 

## Geographische Lage
Das Dorf liegt in Hinterpommern, etwa 185 km nordöstlich von Stettin, etwa 100 km westlich von Danzig, 17 km nordöstlich von Miastko (Rummelsburg), 22 km südwestlich von Bytów (Bütow) und 3 km nordwestlich des Dorfkerns von Kramarzyny (Kremerbruch).

## Geschichte
Puppendorf war ursprünglich ein Vorwerk des Rittergutes Waldow. In Ludwig Wilhelm Brüggemanns Beschreibung des Herzogtums Vor- und Hinterpommern (1784) ist es bei Waldow nur kurz mit den Worten „auf der Feldmark des Dorfs das Vorwerk Puppendorf mit einigen Häusern“ erwähnt.
Am 24. August 1911 erfolgte die Umwandlung des Gutsbezirks Waldow in die Landgemeinde Puppendorf.
Im Jahre 1925 wurden in Puppendorf 172 Einwohner in 28 Haushaltungen gezählt. Neben Puppendorf bestanden in der Gemeinde die Wohnplätze Klein Puppendorf, Maxhof, Roding und Steinauer Schule.
Puppendorf bildete bis 1937 eine selbständige Landgemeinde im Kreis Rummelsburg in der preußischen Provinz Pommern. Zum 1. Oktober 1937 wurde Puppendorf in die benachbarte Landgemeinde Kremerbruch eingemeindet.
Im Jahr 1945 war Puppendorf ein Wohnplatz in der Landgemeinde Kremerbruch im Landkreis Rummelsburg im Regierungsbezirk Köslin der preußischen Provinz Pommern des Deutschen Reichs.
Gegen Ende des Zweiten Weltkriegs wurde der Wohnplatz Puppendorf Anfang März 1945 von der Roten Armee eingenommen. Anschließend wurde Puppendorf zusammen mit Kremerbruch und ganz Hinterpommern von der Sowjetunion der Volksrepublik Polen zur Verwaltung überlassen.  Es begann danach allmählich die Zuwanderung von Polen. Die einheimische Bevölkerung wurde in der Folgezeit von der polnischen Administration vertrieben. Der Ortsname wurde zu „Popowice“ polonisiert.